# Kuća Mile Gojsalić
Kuća Mile Gojsalić, u selu Kostanjama, Grad Omiš, zaštićeno kulturno dobro.

## Opis dobra
Kuća Gojsalić smatra se rodnom kućom legendarne poljičke junakinje Mile Gojsalić i stambena je katnica pravokutnog tlocrta. Okrenuta je ulaznim pročeljem prema jugu, građena na kosom terenu, te je sjevernim dijelom ukopana u padinu. Dvostrešno drveno krovište pokriveno je kamenim pločama i crijepom. U prizemni gospodarski dio ulazi se kroz dvokrilna vrata lučnog nadvoja, a katu se pristupa balaturom na punoj zidanoj konstrukciji. Prozori su uokvireni kamenim pragovima. Kat je služio za stanovanje, a u potkrovlju su sačuvani veliki ambari za žito. Na istočni zid kuće naslonjena je dimna kužina.

## Zaštita
Pod oznakom Z-5859 zavedena je kao nepokretno kulturno dobro - pojedinačno, pravna statusa zaštićena kulturnog dobra, klasificirano kao "javne građevine".